# Kathedraal van Bayeux
De Notre-Dame van Bayeux (Calvados) is een kathedraal in het Franse bisdom Bayeux en Lisieux. Het is een goed voorbeeld van Normandische gotiek. De bouw van de kathedraal begon in de 12e eeuw. In de 15e eeuw werd de bouw afgerond met de voltooiing van de vieringtoren.

## Bouwgeschiedenis
Op 14 juli 1077 werd in Bayeux de romaanse kathedraal ingewijd. Het beroemde Tapijt van Bayeux werd in opdracht van bisschop Eudes de Conteville gemaakt voor deze inwijding. Het beeldt de verovering van Engeland door de Normandiërs uit. De romaanse kathedraal ging in 1105 in vlammen op. Na een grote restauratie brandde het kerkgebouw in 1160 wederom af. Alleen de prachtige decoratie van het schip en de crypte van de oude kathedraal bleven na deze brand behouden, de rest van de kathedraal moest wijken voor een grootscheepse verbouwing in gotische stijl.

### De crypte
De crypte van de Notre-Dame van Bayeux stamt uit de 11e eeuw. Het is een van de weinige onderdelen van de kathedraal die zijn overgebleven van de in de 12e eeuw afgebrande romaanse kerk. Deze stond op dezelfde plek als waar de huidige gotische kathedraal staat. In de crypte zijn onder andere mooie kapitelen en fresco’s uit de 15e eeuw te zien.

### Exterieur en interieur
Enkele decennia na de brand van 1160 besloten de bisschop en het kapittel tot een volledige wederopbouw van de kathedraal. Eerst werden de pijlers versterkt en de zijbeuken vernieuwd. Ook werd toen de kapittelzaal gebouwd. Vervolgens begon men met de bouw van het koor, dit was omstreeks 1230. Dit werd geheel in gotische vorm gebouwd, dit in tegenstelling tot de bogengalerij van het schip dat romaans is. Het koor wordt gedomineerd door grote gotische gewelven, lichtbeuken en een triforium. In deze periode is ook het timpaan van het zuidelijke transept gemaakt. Het beeldt de geschiedenis van de heilige Thomas Becket uit. Het schip van de Notre-Dame is geconstrueerd tussen 1245 en 1255.
Tijdens de Honderdjarige Oorlog (1337-1453) kwam de bouw van de kathedraal stil te liggen. De kerk werd destijds gebruikt als vesting. Vanaf 1477 kon, dankzij een gift van de bisschop van Bayeux, de vernieuwing van de romaanse vieringtoren worden voortgezet. In 1479 werd de toren voltooid. De toren was nu voorzien van een verdieping vol flamboyante gotiek. Men had destijds grote twijfels over de stabiliteit van de toren, desondanks bleef de toren staan.
In 1652 werd de Notre-Dame van Bayeux door hugenoten geplunderd en verwoest. Het gebouw was rijp voor de sloop, maar deze kon op het nippertje worden verhinderd. In februari van het jaar 1676 werd de dakstoel van de kathedraal vernield. Pas in de 18e eeuw werd deze vervangen door een decoratieve koepel boven het octogoon. In de 19e eeuw ontdekte men grote scheuren in de pijlers van de kerk. Viollet-le-Duc pleitte voor de sloop van het gebouw en nieuwbouw volgens zijn eigen ontwerp. De bisschop van Bayeux bood echter weerstand en wist de sloop te voorkomen, maar toen was de koepel van de vieringtoren al gesloopt. Nadat de fundamenten waren vernieuwd kon de vieringtoren gered worden en werd hij in gotische stijl voltooid.

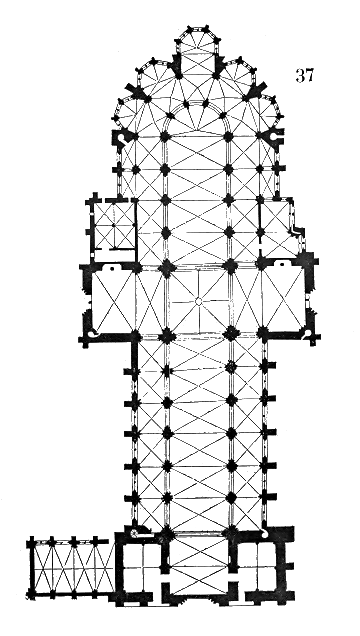
Plattegrond van de kathedraal (het noorden ligt links)
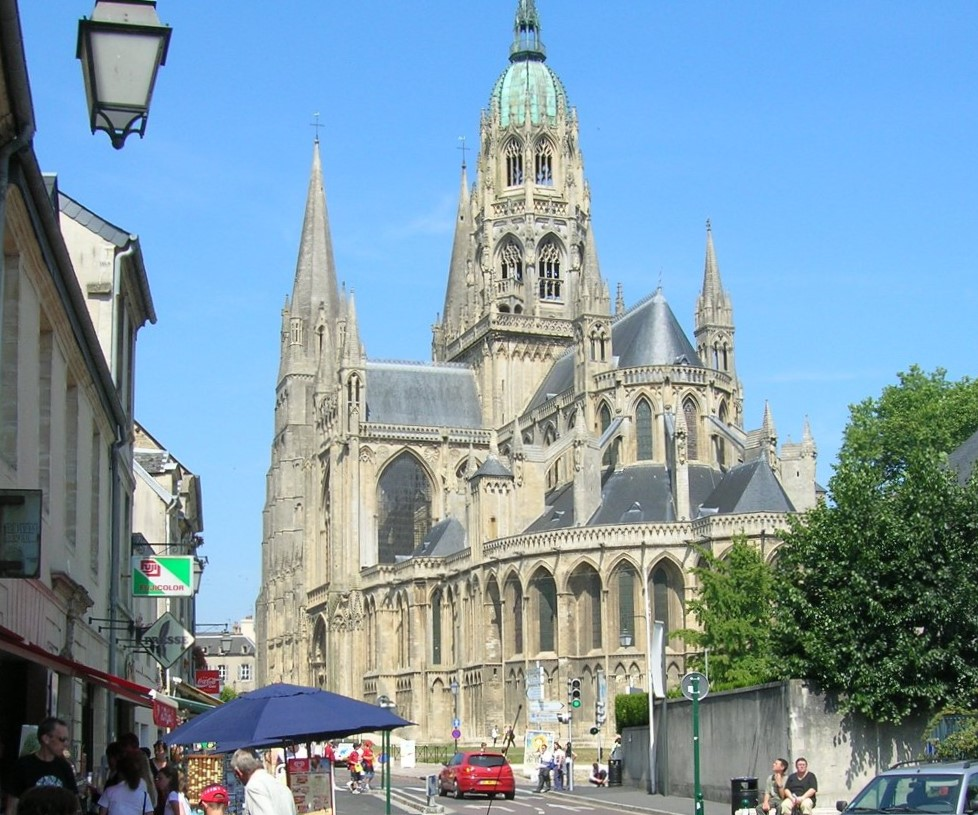
Gezien vanuit het zuidoosten
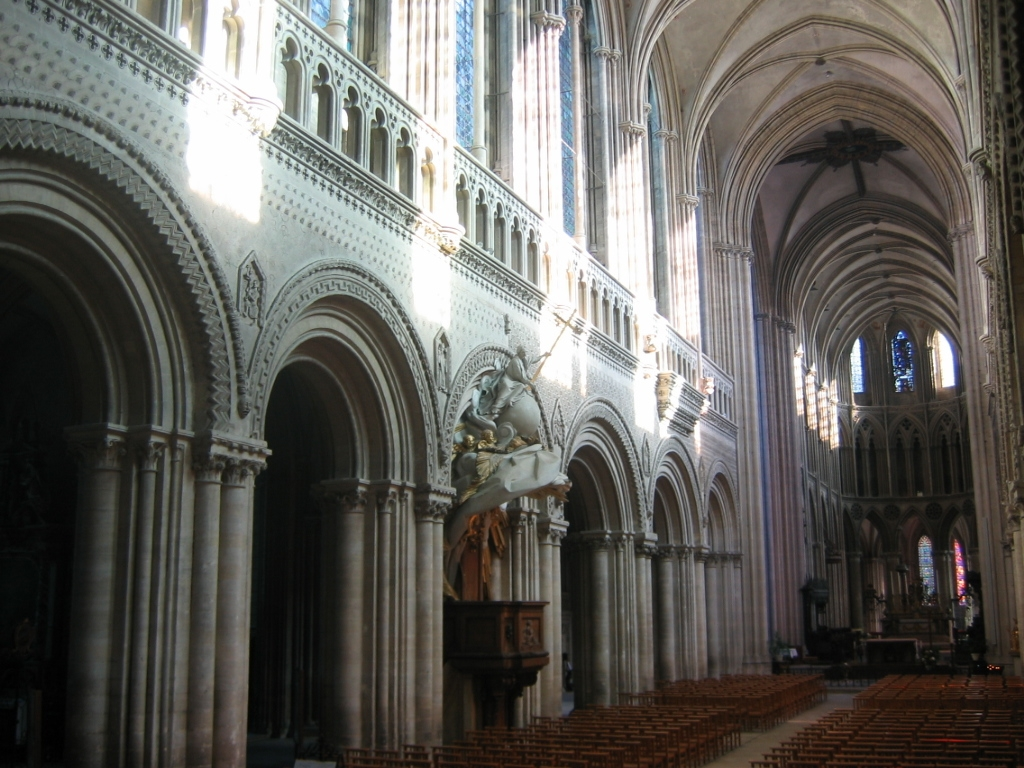
Het schip van de Notre-Dame. De romaanse arcade uit de 12e eeuw met zijn versieringen is hier links te zien
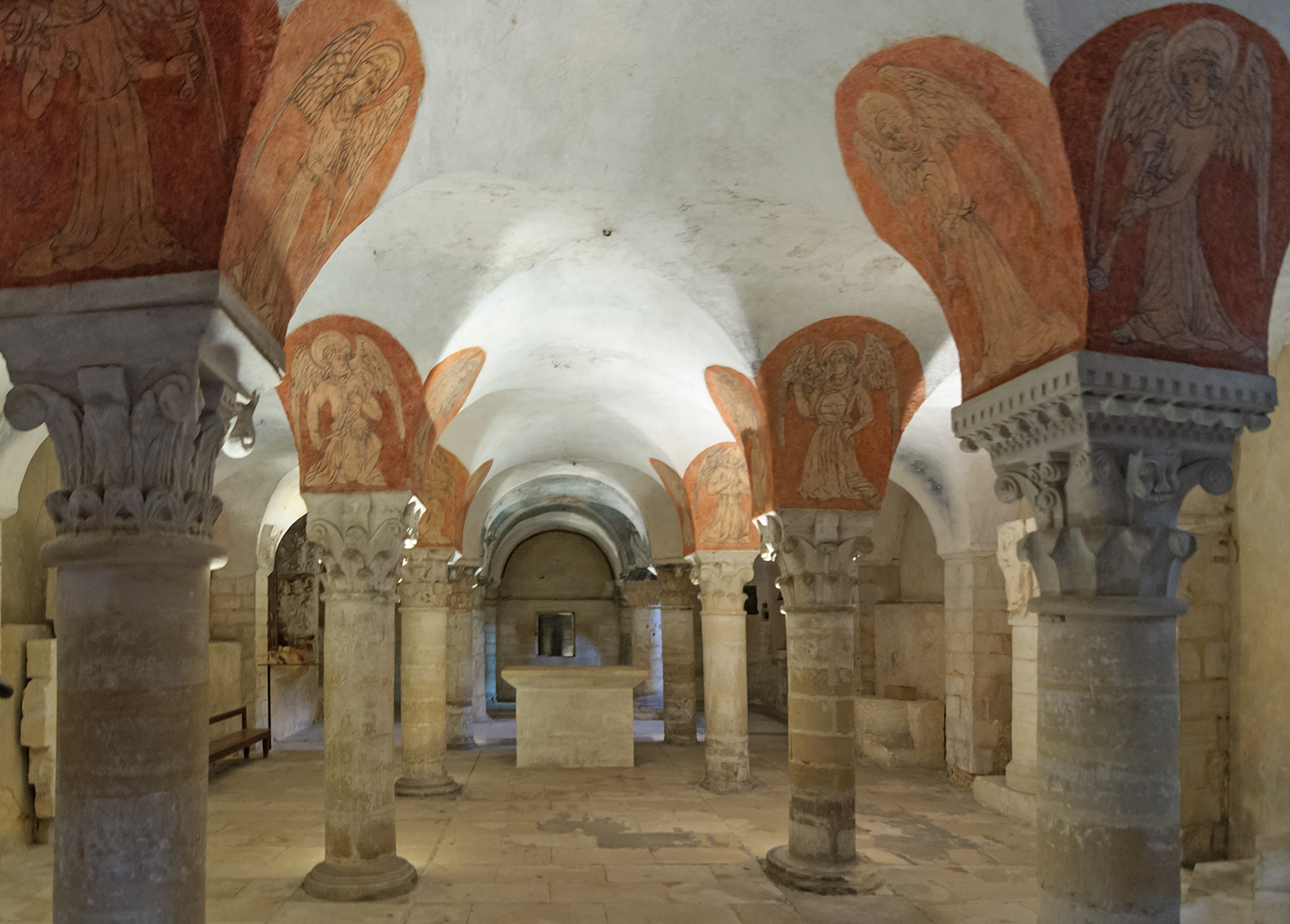
De crypte van de Notre-Dame met de 15e-eeuwse kapitelen en de fresco’s uit dezelfde periode